# Dusona sobolicida
Dusona sobolicida là một loài tò vò trong họ Ichneumonidae.